# Racomitrium polyphyllum
Racomitrium polyphyllum là một loài Rêu trong họ Grimmiaceae. Loài này được (Sw.) Brid. mô tả khoa học đầu tiên năm 1819.